# بلقاء خضراء الأزهار
بلقاء خضراء الأزهار (الاسم العلمي:Melaleuca viridiflora) هو نوع من النباتات يتبع جنس البلقاء من فصيلة الآسية.